# 西哥特人
西哥特人（拉丁語：Visigothi），港、台译作西哥德人，是东日耳曼部落的两个主要分支之一，另一个分支是东哥特人。在民族大迁移时期，是摧毁罗马帝国的众多蛮族中的一个。公元4世纪西哥特人兴起于巴尔干地区，后加入对罗马帝国的战争。410年在首领阿拉里克率领下攻陷并洗劫罗马。
西哥特人后定居于高卢南部，成为罗马帝国的盟友。随后建立西哥特王国，统治法国南部和伊比利亚半岛，公元589年，皈依基督教。

## 歷史
公元374年，匈人從中亞經里海進入頓河、第聶伯河流域，征服那裡的阿蘭人和東哥特人，接著向黑海北岸的西哥特人進攻，迫使約一萬五千名西哥特人在羅馬皇帝的允許下，于376年渡過多瑙河，向巴爾幹半島遷移，定居於羅馬境內，作為同盟者為羅馬帝國御邊。378年，西哥特人不堪忍受羅馬人的奴役，舉行武裝起義。401年，西哥特人在首領亚拉里克領導下，由巴爾幹半島侵入意大利，後來亚拉里克在四萬奴隸和數萬蠻族出身的羅馬士兵配合下，終於在410年攻占羅馬城，大肆劫掠三日後離去，419年，西哥特人在阿基坦高盧和那旁高卢和伊比利亚半岛，以土魯斯為中心建立第一個得到羅馬帝國承認的蠻族王國，西哥德王國。 8世纪初，西哥特王国被來自北非的阿拉伯帝国灭亡。